# 鲁本·阿林格
鲁本·阿林格（瑞典語：Ruben Allinger，1891年12月23日—1979年1月9日），瑞典男子冰球运动员，场上位置是前锋。他曾代表瑞典国家队参加1924年冬季奥林匹克运动会冰球比赛，获得第4名。